# Acahay

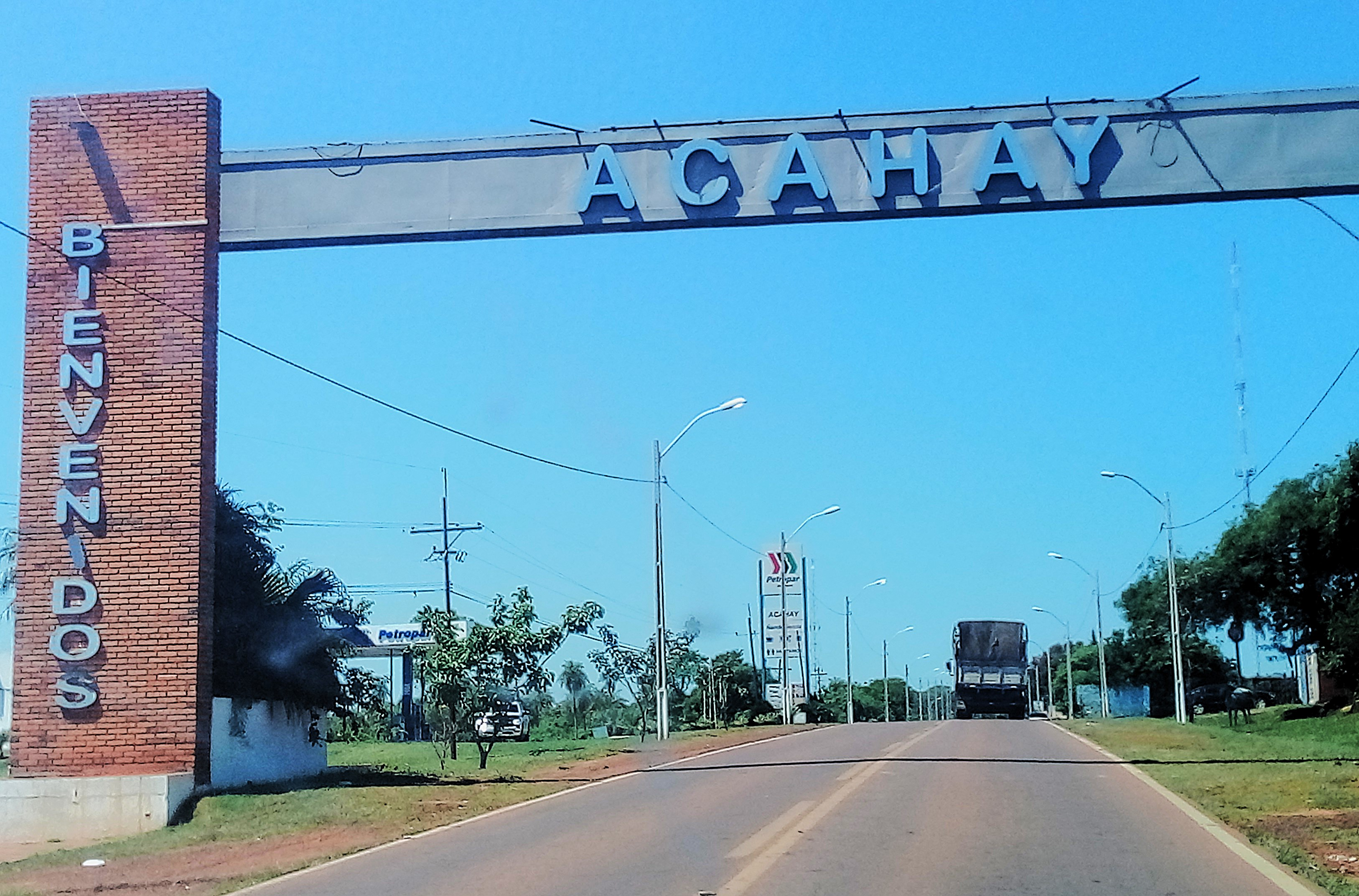
Acceso a Acahay por el ramal desde la Ruta PY01.

Acahay es un municipio y ciudad de Paraguay situada en el centro del Departamento de Paraguarí. Se encuentra aproximadamente a 103 km de la ciudad de Asunción. Fue fundada en 1783, por el titular de la Gobernación del Paraguay, Pedro de Melo.
Está situado en las cercanías del cerro homónimo. Se accede a él por la Ruta PY01. Los habitantes de esta zona se dedican en su mayoría a actividades agrícolas ganaderas. La extensión de la red de ferrocarriles en 1854, por decisión del presidente Carlos Antonio López, consolidó las distintas localidades de la zona.

## Geografía
El distrito de Acahay, tiene una superficie de 397 km² y se encuentra situado en el centro del Departamento de Paraguarí. La característica de esa zona, es la preeminencia de tierras planas y onduladas, que forman grandes valles cubiertos por pastizales, que son muy aptos para la ganadería. En el distrito de Acahay existen dos cerros de gran porte: el que lleva el mismo nombre que el distrito, Acahay, y el Tatú-cuá, punto más elevado del departamento. 
El distrito de Acahay, está regado por las aguas de los siguientes arroyos: Zanja Barrero, Tacuary y Caañabé. Limita al norte con Carapeguá, Paraguarí y Sapucai; al sur con Quiindy e Ybycuí; al este con Ybytymí y Bernardino Caballero; al oeste con San Roque, y Carapeguá.

## Límites

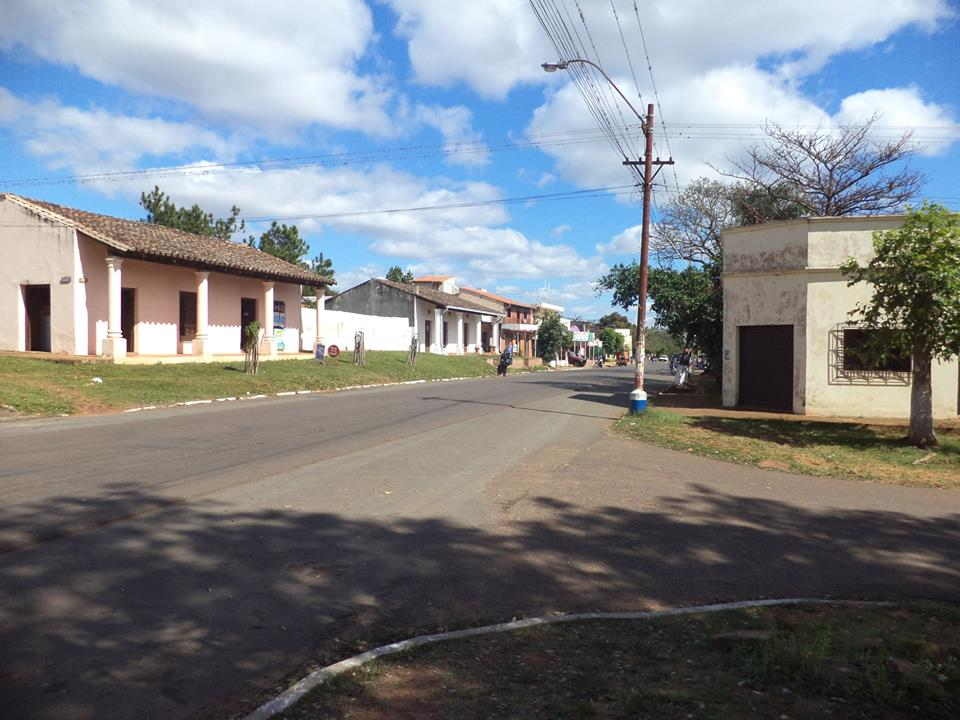
Calle Cnel. Valois Rivarola.

- Al Norte se encuentran los distritos de Carapeguá, Paraguarí y Sapucai.
- Al Sur se sitúan los distritos de Quiindy e Ybycuí.
- Al Este se encuentran los distritos de Ybytymí y Bernardino Caballero.
- Al Oeste se hallan los distritos de San Roque González de Santacruz, y Carapeguá.

## Hidrografía
El distrito de Acahay, está regado por las aguas de los siguientes arroyos:

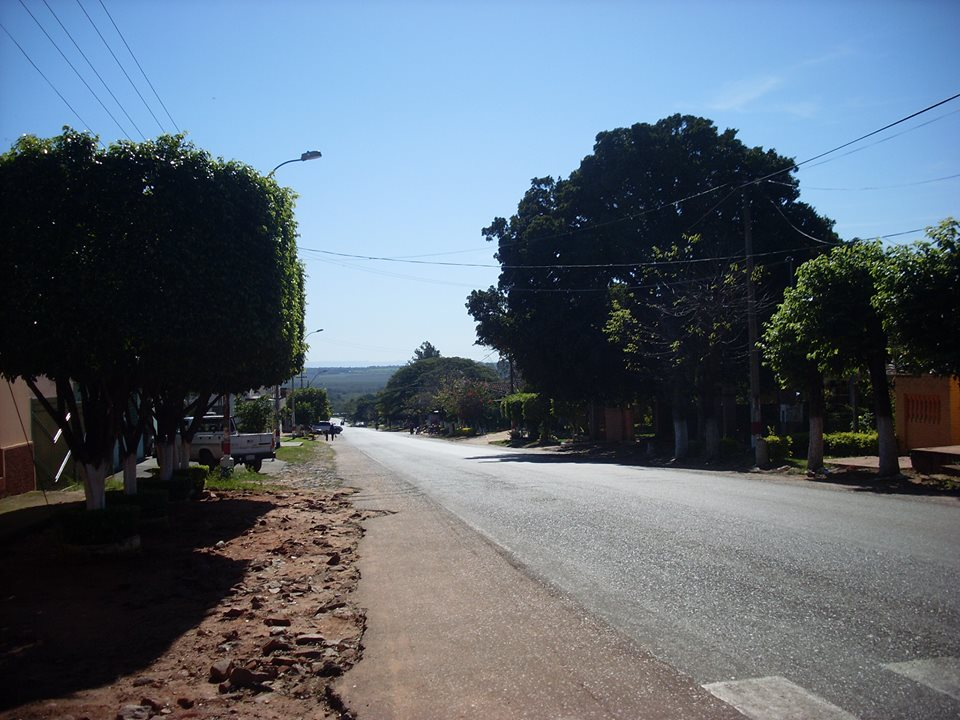
Calle de Acahay.

- Arroyo Zanja Barrero.
- Arroyo Tacuary.
- Arroyo Caañabé.

## Demografía
Acahay cuenta con una población total de 12 646 habitantes según datos oficiales del censo paraguayo de 2022.. La población de Acahay es mayoritariamente rural y con una ligera predominancia de varones, ocupados en las actividades agropecuarias.

## Economía

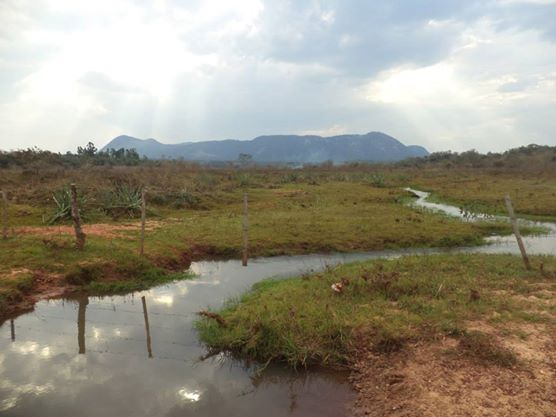
A lo lejos se observa el Cerro Acahay

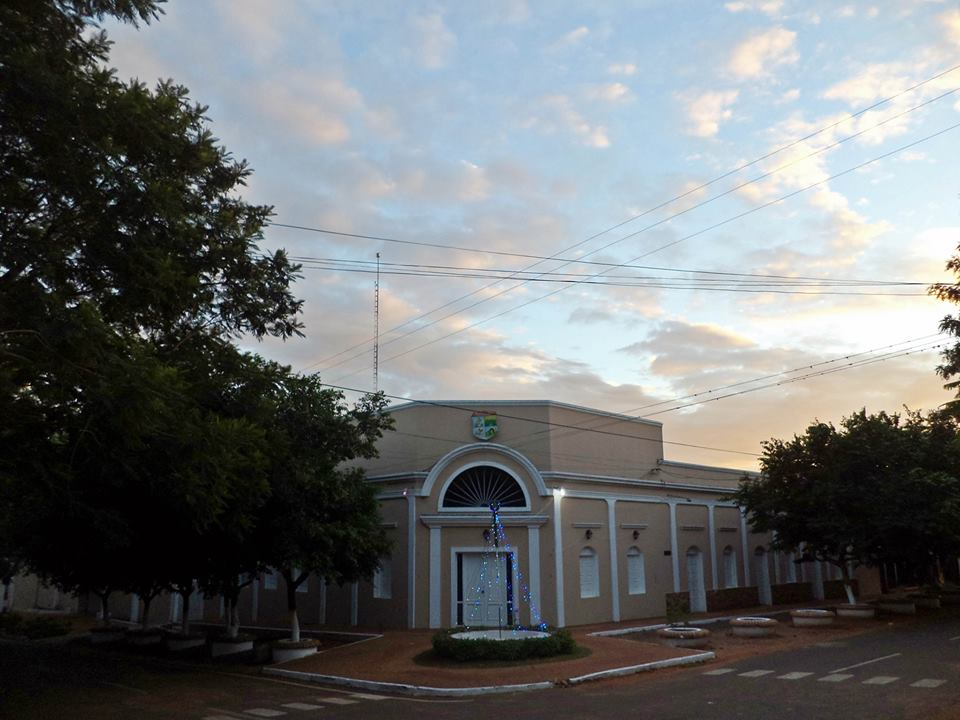
Municipalidad

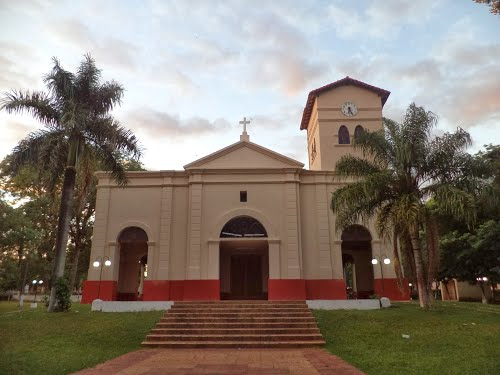
Templo Parroquial de Acahay

La principal actividad del distrito de Acahay, es la agrícola que está encaminada en el cultivo de algodón, mandioca, caña dulce, y uvas. En la ganadería se cuenta con cría de ganado vacuno, ovino, porcino y equino.
En la actualidad, acahay cuenta con una fábrica de alcohol en una de las zonas rurales.

## Infraestructura
La principal vía de comunicación terrestre es la Ruta PY01 que conecta a Acahay con la capital del país, Asunción, y con otras localidades del departamento.
Cuenta con los servicios telefónicos de COPACO y de Telefonía Móvil, además posee varios medios de comunicación y a todos los lugares llegan los periódicos capitalinos. Actualmente cuenta con dos emisoras radiales, la 106.7 F.M. "La voz de Acahay" y, GRATITUD 102.5 F.M. y además cuenta con el servicio de TV por cable para los habitantes de la ciudad.

## Instituciones
- Iglesia católica (Parroquia Virgen del Rosario)
- Iglesia Testigos de Jehová
- Iglesia Filadelfia
- Iglesia de Jesucristo de los Santos de los Últimos Días
- Iglesia Festividades
- Iglesia Adventista del Séptimo Día
- Escuela Básica N.º 923 San Juan Bautista Prof. Hugo y Prof. Gloria
- Colegio Nacional Coronel Valois Rivarola
- Colegio Nacional Prof. Juan Inocencio Lezcano
- Colegio Técnico Agropecuario Ing. Agr. Hernando Bertoni
- Escuela Básica N.º 73 Patrocinia González de Fretes
- Escuela Básica N.º 204 Maestras Fundadoras
- Escuela de Educación Inclusiva Divino Niño Jesús
- Escuela de Música Virgilio Centurion
- Escuela de Fútbol Infantil Miguel Ángel Garay (EFIMAG)
- Estudio de Arte y Danza Luz Marilen
- Elenco Municipal de Danza

## Vías y medios de comunicación
La principal vía de comunicación terrestre es la ruta I Mariscal Francisco Solano López que conecta a Acahay con la capital del país, Asunción, y con otras localidades del departamento.
Cuenta con los servicios telefónicos de COPACO y de Telefonía Móvil, además posee varios medios de comunicación y a todos los lugares llegan los periódicos capitalinos.
Actualmente cuenta con dos emisoras radiales, la 106.7 F.M. "La voz de Acahay" y, GRATITUD 102.5 F.M. y además cuenta con el servicio de TV por cable para los habitantes de la ciudad.

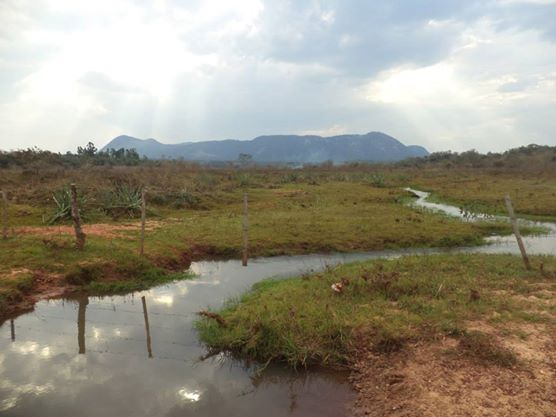
A lo lejos se observa el Cerro Acahay

## Turismo
Región beneficiada por la naturaleza con importantes lugares de atractivo turístico. En su bello paisaje se destaca el cerro homónimo, Acahay, que le da gran atractivo turístico.

### Cerro Acahay
El Cerro Acahay se encuentra en el Departamento de Paraguarí, en la jurisdicción del Acahay. Posee una altura de 560 metros sobre el nivel del mar. Está después de la Colonia Virgen de Fátima del ya anteriormente mencionado distrito de Acahay.

### Monumento Natural Macizo Acahay
Fue creada por Decreto N° 13.683 de 1992. Extensión: 2.500 ha y tiene aproximadamente 672 m sobre el nivel del mar. Es considerado como uno de los picos más elevados del Paraguay. Se encuentra en las cercanías de la ciudad, cuenta con caminos naturales para practicar el senderismo. Protege roquedales, cavernas, bosques e importantes especies de flora y fauna. Se destaca la cantera y la comunidad que habita dentro del área que se dedica a la producción de plantas medicinales. Las personas que viven en zonas aledañas al monumento se dedican a la agricultura, ganadería y principalmente a la venta de remedios yuyos.

### Iglesia Católica Parroquia Virgen del Rosario
La Iglesia Católica "Virgen del Rosario" de Acahay está situada en Av. Gral. César Barrientos, entre Juan Villareal y Canuto Torales. Es una de las tantas iglesias que posee este distrito, se caracteriza por su bonita estética tanto interior como exterior, a su vez, por el hecho de que es la iglesia de la santa patrona de Acahay; La Virgen del Rosario.

## Cultura
Entre sus paisajes destaca el cerro homónimo, Acahay, el cual Es un volcán apagado y posee una altura de 560 metros sobre el nivel del mar. Se ubica después de la Colonia Virgen de Fátima. También está el Monumento Natural Macizo Acahay, que tiene aproximadamente 672 m sobre el nivel del mar. Es considerado como uno de los picos más elevados del Paraguay. Se encuentra en las cercanías de la ciudad, cuenta con caminos naturales para practicar el senderismo. Protege roquedales, cavernas, bosques e importantes especies de flora y fauna. Se destaca la cantera y la comunidad que habita dentro del área que se dedica a la producción de plantas medicinales. Las personas que viven en zonas aledañas al monumento se dedican a la agricultura, ganadería y principalmente a la venta de remedios yuyos.
La Iglesia Católica Parroquia Virgen del Rosario está situada en Av. Gral. César Barrientos, entre Juan Villareal y Canuto Torales. Es una de las tantas iglesias que posee este distrito, se caracteriza por su bonita estética tanto interior como exterior, a su vez, por el hecho de que es la iglesia de la santa patrona de Acahay; la Virgen del Rosario.